# Reelika Turi
Reelika Turi (* 9. Januar 1989) ist eine estnische Fußballschiedsrichterin.
Turi stammt aus Vändra im Kreis Pärnu, hat einen Abschluss in Psychologie und ist Lehrerin und Schulleiterin an einer Grundschule.
Im Alter von 17 Jahren begann sie als Schiedsrichterin. Ihr Verein ist JK Vändra Vaprus. In Estland leitet sie regelmäßig Spiele in der ersten Liga der Frauen. Sie pfiff bereits ebenfalls ein Spiel in der ersten estnischen Herren-Liga.
Seit 2015 steht Turi auf der Liste der FIFA-Schiedsrichter und leitet internationale Fußballpartien. Bis zur ersten Hälfte der Saison 2024/25 gehörte sie zur Gruppe der UEFA-First-Category-Schiedsrichterinnen, der zweithöchsten Schiedsrichterinnen-Kategorie.
Bei der U-17-Europameisterschaft 2019 in Bulgarien leitete Turi zwei Gruppenspiele.
Zudem leitete bzw. leitet Turi Spiele in der Women’s Nations League, in der Qualifikation zur Women’s Champions League, in der Qualifikation für die Europameisterschaft 2022 in England (vier Spiele), in der europäischen WM-Qualifikation für die Weltmeisterschaft 2019 in Frankreich und die Weltmeisterschaft 2023 in Australien und Neuseeland (drei Spiele) sowie Freundschaftsspiele.